# Cornea (Caraș-Severin)
Pour les articles homonymes, voir Cornea.
Cornea (en hongrois : Somfa) est une commune roumaine située dans le județ de Caraș-Severin.